# Baniana veluta
Baniana veluta är en fjärilsart som beskrevs av William Schaus 1901. Baniana veluta ingår i släktet Baniana och familjen nattflyn. Inga underarter finns listade i Catalogue of Life.